# Величко, Владимир Александрович
Влади́мир Алекса́ндрович Вели́чко (30 июля (11 августа) 1884, Российская империя — 5 января 1959, Хельсинки, Финляндия) — российский и украинский офицер, полковник артиллерии, деятель белого движения.

## Биография
Родился 30 июля 1884 года.
В 1902 году окончил Полтавский кадетский корпус, а в 1905 году — Михайловское артиллерийское училище.
В 1918 году был в звании подполковника гетманской армии; позднее — войсковой старшина, с 31 октября 1918 года — помощник командира зенитного полка. Вывезен из Киева в Германию, где с 5 мая по лето 1919 года находился в лагере Гельмштедт, а позднее убыл в белые войска на Восточный фронт.
Скончался 5 января 1959 года в Хельсинки и похоронен на русском Никольском кладбище.

## Семья
- Первая супруга — Анжелика Ивановна (18 августа 1886 — ?).
- Вторая супруга — Дагмар Серафине Величко (Dagmar Serafine Welitschko; 3 января 1895 — 24 февраля 1996), дочь капитана Карла Грёнхагена; похоронена с супругом на Никольском кладбище.